# Lea Moutoussamy
Lea Melissa Moutoussamy (fant يا ميليسا موتوسامي) là một tay đấm kiếm người Algérie thuận tay phải. Tại Thế vận hội Mùa hè 2012, cô đã tham gia cuộc thi kiếm nữ, thua ở vòng đầu tiên trước Sofiya Velikaya của Nga với số điểm 15-6. Khi cô thi đấu vào năm 2012, cô là tay đấm trẻ nhất từng tham gia Thế vận hội; cô ấy 14 tuổi và 288 ngày.
Moutoussamy sinh ngày 18 tháng 10 năm 1997, tại Paris, Pháp. Cô ấy làm hàng rào với câu lạc bộ US Metro, ở Paris.